# グランディア (モデルエージェンシー)
グランディア（GRANDIA）は、東京都港区にあるモデルエージェンシー。
スポーツ選手、タレント、キッズモデルも所属している。
2004年9月29日設立。
2012年4月よりキッズ部門としてジースマイルキッズが設立された。

## 主な所属

### スポーツ選手
- 畑信也
- 畑辺純希

### タレント
- ジェニファー・ペリマン
- 岡部まり
- 吾方佑名
- 井坂仁美
- 大谷主水

### 女性モデル
- 芹沢佳代
- 綾乃
- 清水あい
- 優希彩
- 海老沼さくら
- あかさき　ねね
- 中川ねむ
- 鈴木菜月
- 田中妙佳
- KOUYU
- 渡辺成美
- 乃里子
- 凪砂
- 上山雅代
- 高橋佳奈子
- 小林友美
- 植井まき
- 後藤祐里
- 神山優子
- 岡田和美
- 芳川れい
- 朝倉友紀
- 秋元美穂
- 平田千賀子
- 白木久美子

### 男性モデル
- 野村太士
- 良太
- 龍之助
- 吉岡太一
- 小出周平
- 雄城
- 高丸ヨシハル
- 平川洸輔
- 敬司郎
- 石黒晃司
- 楽人
- 境田雅典
- 金指浩司
- 諸田達也
- 山下毅
- 堂本大幾
- 慶野時功
- Kan
- 鈴木裕矢